# エキスポライン
エキスポライン（英語: Expo Line）は、カナダバンクーバーにあるトランスリンクが運営するバンクーバー・スカイトレインの路線である。ウォーターフロント駅からキングジョージ駅を結ぶ本線と、途中のコロンビア駅からプロダクションウェイ・ユニバーシティ駅を結ぶローヒード支線がある。

## 概要
バンクーバーの中心にあるウォーターフロント駅からキングジョージ駅までを結ぶスカイトレインとして、1986年開催のバンクーバー国際交通博覧会に合わせて1985年に開業した。2002年にミレニアムラインが完成するまでは、路線名は付かずにスカイトレインと名乗っていた。バンクーバーの中心街から大規模ショッピングセンターのあるメトロタウン、高層住宅が立ち並ぶバーナビーと歴史的な都市のニューウエストミンスターを通り、バンクーバー最大の衛星都市であるサレーを結ぶ路線である。
ウォーターフロント駅からスタジアム・チャイナタウン駅までのバンクーバー中心部（ダウンタウン）では地下を走るが、その他の大部分は高架を走る事が、スカイトレインの命名理由となっている。ミレニアムラインのエバーグリーン延伸区間が開通する以前は、始発のウォーターフロント駅から途中のコロンビア駅までミレニアムラインが乗り入れていたが、開通後はミレニアムラインの乗り入れが廃止され、エキスポラインはウォーターフロント駅からキングジョージ駅とコロンビア駅からプロダクションウェイ・ユニバーシティ駅までの2支線に分かれた運行となった。
また、2024年より終点のキングジョージ駅からラングリー市方面への延伸工事が行われている。

### 年表
- 1985年：エキスポライン ウォーターフロント駅からニューウエストミンスター駅間が開業[1]。
- 1989年：コロンビア駅まで延伸開業[2]。
- 1990年：スコットロード駅まで延伸開業[3]。
- 1994年：キングジョージ駅まで延伸開業[4]。

## 駅
| 駅                                                                 | 営業キロ | 開通年 | 接続路線、施設 | 方式           |
| ------------------------------------------------------------------ | -------- | ------ | --- | -------------- |
| ウォーターフロント駅 (Waterfront Station)                          | 0.0      | 1985年 | ■カナダライン、■ウエストコーストエクスプレス、■シーバス ギャスタウン、バンクーバー・ハーバー水上空港、カナダプレース、ブリティッシュコロンビア工科大学、ハーバーセンター | 地下           |
| バラード駅 (Burrard)                                               | 0.85     | 1985年 | | 地下           |
| グランビル駅 (Granville)                                           | 1.14     | 1985年 | バンクーバー美術館、バンクーバー公共図書館 | 地下           |
| スタジアム・チャイナタウン駅 (Stadium–Chinatown)                   | 1.73     | 1985年 | チャイナタウン、BCプレイス・スタジアム ロジャーズ・アリーナ バンクーバー・コミュニティ・カレッジ                                                                         | 高架/地表/地下 |
| メインストリート・サイエンスワールド駅 (Main Street–Science World) | 2.74     | 1985年 | パシフィック・セントラル駅 (VIA鉄道・アムトラック・ロッキーマウンテニア鉄道・高速バス)                                                                                   | 高架           |
| コマーシャル・ブロードウェイ駅 (Commercial–Broadway)               | 5.38     | 1985年 | ■ミレニアムライン | 高架/地上      |
| ナナイモ駅 (Nanaimo)                                               | 7.31     | 1985年 | | 高架/地上      |
| 29番アベニュー駅 (29th Avenue)                                     | 8.06     | 1985年 | | 地上           |
| ジョイス・コリングウッド駅 (Joyce–Collingwood)                     | 9.19     | 1985年 | | 高架           |
| パターソン駅 (Patterson)                                           | 10.71    | 1985年 | | 高架           |
| メトロタウン駅 (Metrotown)                                         | 11.44    | 1985年 | メトロポリス・アット・メトロタウン、クリスタルモール、バーナビー図書館                                                                                                   | 高架           |
| ロイヤルオーク駅 (Royal Oak)                                       | 12.64    | 1985年 | | 高架           |
| エドモンズ駅 (Edmonds)                                             | 15.02    | 1985年 | | 地表           |
| 22丁目駅 (22nd Street)                                             | 16.06    | 1985年 | | 高架           |
| ニューウエストミンスター駅 (New Westminster)                       | 19.74    | 1985年 | ダグラスカレッジ | 高架           |
| コロンビア駅 (Columbia)                                            | 20.29    | 1989年 | ■エキスポライン・ローヒード支線 ニューウエストミンスター市役所 | 半地下         |
| スコットロード駅 (Scott Road)                                      | 22.69    | 1990年 | | 高架           |
| ゲートウェイ駅 (Gateway)                                           | 24.93    | 1994年 | | 高架           |
| サレーセントラル駅 (Surrey Central)                                | 25.96    | 1994年 | サレー市役所、サレー中央図書館、サイモンフレーザー大学、クワントレン・ポリテクニック大学、セントラルシティ・ショッピングセンター                                         | 高架           |
| キングジョージ駅 (King George)                                     | 26.74    | 1994年 | ホーランド パーク, キング ジョージ ハブ, サレー記念病院 | 高架           |

ローヒード支線
| 駅                                                                 | 営業キロ | 開通年 | 接続路線、施設                                     | 方式   |
| ------------------------------------------------------------------ | -------- | ------ | -------------------------------------------------- | ------ |
| コロンビア駅 (Columbia)                                            | 0.0      | 1989年 | ■エキスポライン本線 ニューウエストミンスター市役所 | 半地下 |
| サッパートン駅 (Sapperton)                                         | 2.44     | 2002年 | ロイヤルコロンビアン病院                           | 高架   |
| ブレイド駅 (Braid)                                                 | 3.53     | 2002年 |                                                    | 高架   |
| ローヒード・タウンセンター駅 (Lougheed Town Centre)                | 5.53     | 2002年 | ■ミレニアムライン                                  | 高架   |
| プロダクションウェイ・ユニバーシティ駅 (Production Way–University) | 7.13     | 2002年 | ■ミレニアムライン、サイモンフレーザー大学          | 高架   |

### 建設中区間
終点のキングジョージ駅からラングリー市方面への延伸工事が2024年に始まり、2029年の開業を予定している。延伸区間は約16{nbsp}km、8駅の新設を予定している。
| 駅                                                     | 営業キロ | 開通年         | 接続路線、施設 | 方式 |
| ------------------------------------------------------ | -------- | -------------- | -------------- | ---- |
| グリーンティンバーズ駅 (Green Timbers)                 |          | 2029年開通予定 |                | 高架 |
| 152ストリート駅 (152 Street)                           |          | 2029年開通予定 |                | 高架 |
| フリートウッド駅 (スカイトレイン) (Fleetwood)          |          | 2029年開通予定 |                | 高架 |
| ベーカービュー・166ストリート駅 (Bakerview–166 Street) |          | 2029年開通予定 |                | 高架 |
| ヒルクレスト・184ストリート駅 (Hillcrest–184 Street)   |          | 2029年開通予定 |                | 高架 |
| クレイトン駅 (Clayton)                                 |          | 2029年開通予定 |                | 高架 |
| ウィローブルック駅 (Willowbrook)                       |          | 2029年開通予定 |                | 高架 |
| ラングレーシティセンター駅 (Langley City Centre)       |          | 2029年開通予定 |                | 高架 |

## ギャラリー

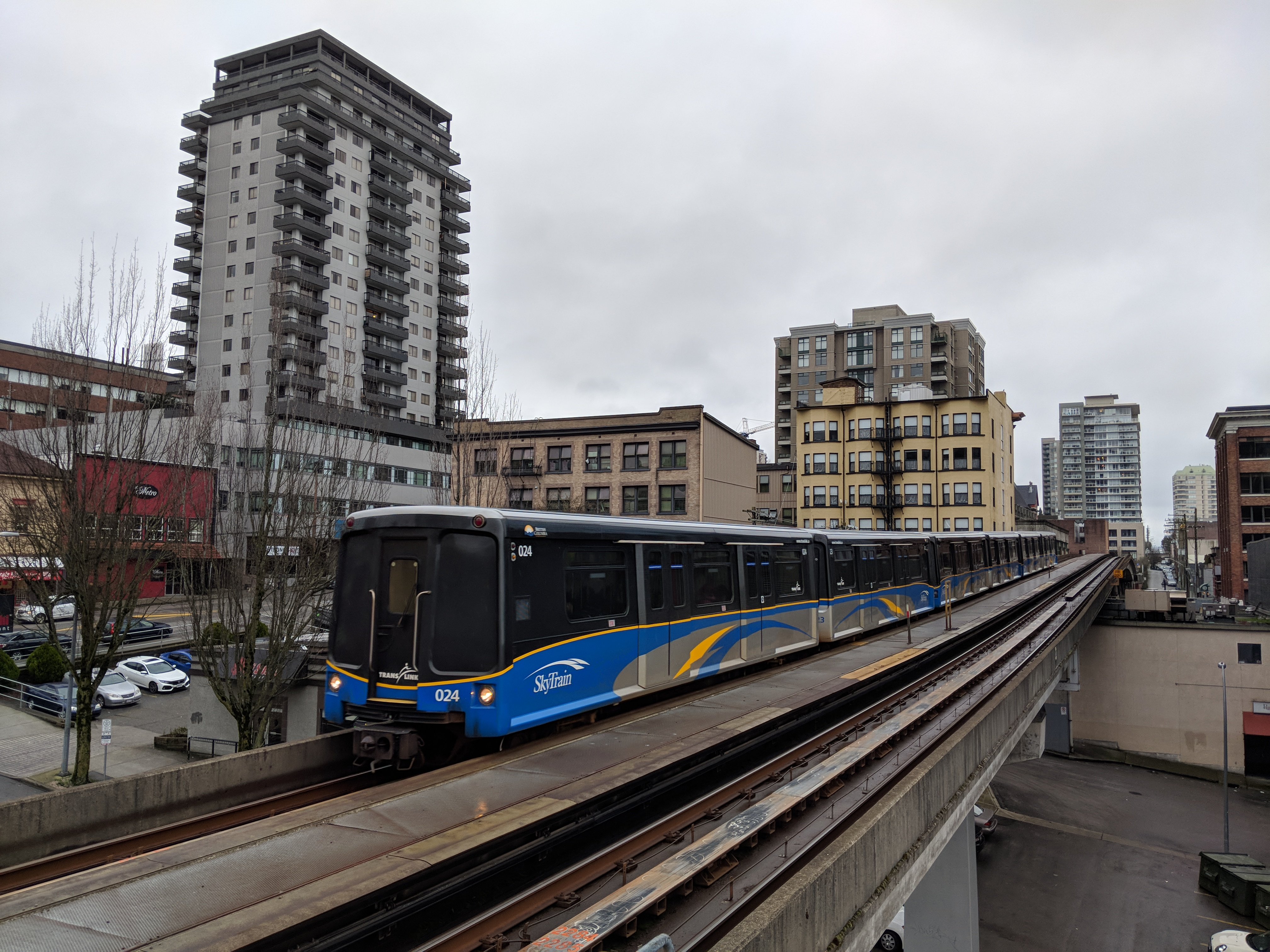
エキスポラインを走るMark I
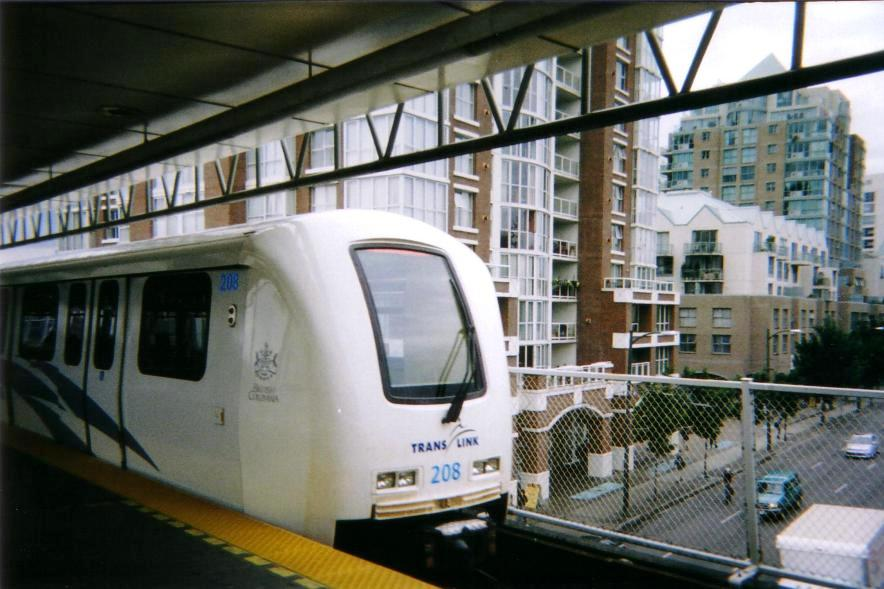
エキスポラインのメイン・ストリート-サイエンス・ワールド駅
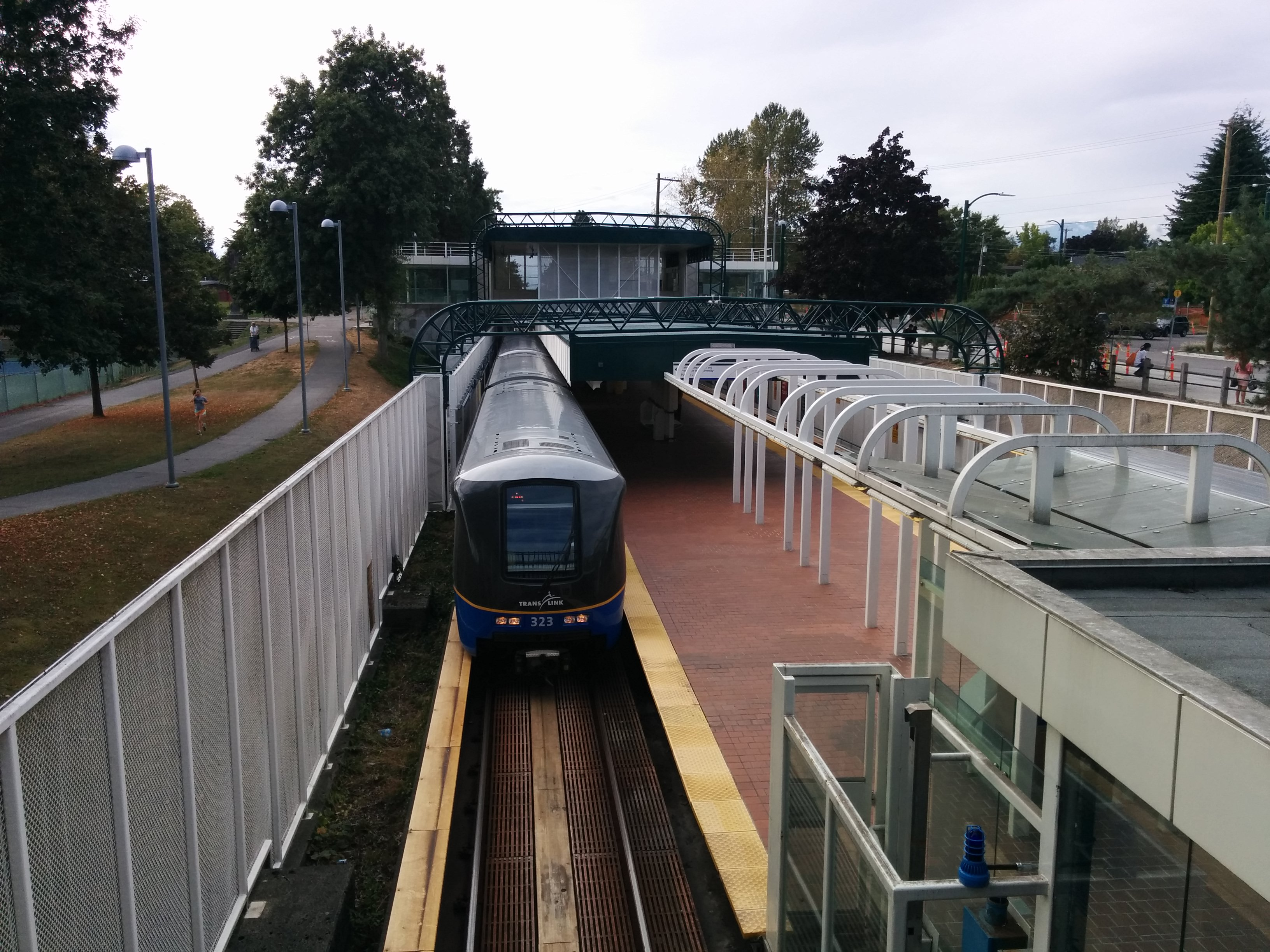
29番アベニュー駅
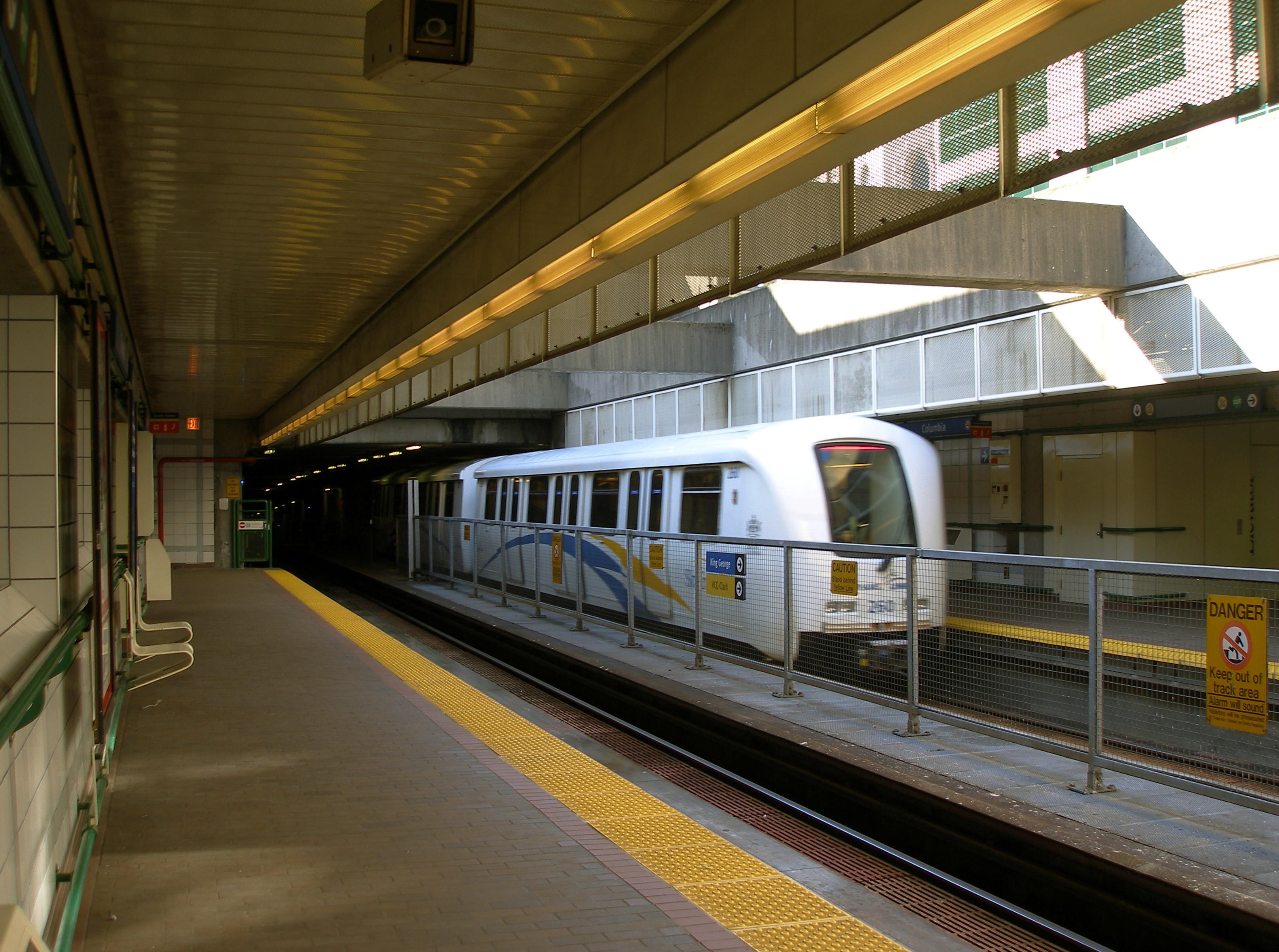
エキスポラインのコロンビア駅